# Волтер Мондейл
Вóлтер Мондéйл (повне ім'я: Вóлтер Фрéдерік («Фріц») Мондéйл, англ. Walter Frederick Mondale, 5 січня 1928, Цейлон, округ Мартін, Міннесота, США — 19 квітня 2021, Міннеаполіс, Міннесота, США) — віцепрезидент США у 1977–1981 роках, в адміністрації Джиммі Картера, від Демократичної партії.

## Біографія
Народився в штаті Міннесота. Служив у Військово-морських силах США. Батько Волтера — Теодор Сіґвард Мондейл (Theodore Sigvaard Mondale) — був методистським священиком, предки якого були вихідцями з Норвегії, мати — Кларібел Гоуп Коувен, викладач музики, батько якої народився в Канаді (провінція Онтаріо), мала шотландське та англійське коріння. Прізвище Мондейл (Mondale) — американізований варіант норвезького прізвища Mundal (предки Волтера походили з села Ф'єрланд, що в районі (фюльке) Согн-ог-Ф'юране в Норвегії).
Протягом двох термінів Волтер Мондейл був генеральним прокурором штату Міннесота (1960—1964), згодом — сенатором США від того ж штату (1964—1976). Попередник Мондейла Г'юберт Гамфрі був попереднім віце-президентом США від Демократичної партії.
На відміну від попередників, мав доволі великий вплив на політику США. У 1980 Картер і Мондейл балотувалися на другий термін, проте програли команді Рейгана.
У 1984 році Демократична партія висунула Мондейла претендентом на посаду президента, проте на виборах переміг Рональд Рейган.
За президентства Білла Клінтона в 1993—1996 роках — посол США в Японії.
У 2002 році знову балотувався кандидатом у сенатори від Міннесоти на дострокових виборах через смерть в авіакатастрофі сенатора Пола Вілстона. Мондейл лише раз брав участь у теледебатах, і програв Норману Коулману.
У листі до керівництва Демократичної партії США в Міннесоті він наголошує, що «з тяжким серцем, однак з великими сподіваннями» він погодився замінити на високій посаді свого однопартійця, що загинув внаслідок авіакатастрофи.
На виборах 2008 року підтримував Гілларі Клінтон, а після її виходу з президентських перегонів — Барака Обаму.